# Ziegelofen Ziersdorf VII
Der Ziegelofen Ziersdorf VII war eine Ziegelei westlich der Ortschaft Ziersdorf im Bezirk Hollabrunn in Niederösterreich.

## Geschichte
Die in der Flur Großfeld liegende Anlage bestand aus einer Lehmgrube, einem Trockenschuppen, einem Ringofen und mehreren Nebengebäuden. Der Betrieb durch die Familie Rigler soll bereits 1890 begonnen haben, in der Gewerbekartei findet sich 1884 die Anmeldung des Gewerbes durch den damaligen Ziersdorfer Bürgermeister Franz Rigler; im Grundbuch scheint aber erstmals 1914 ein Tauschvertrag von Franz Rigler auf. Nach wechselnden Besitzern wurde die Ziegelei 1923 von Otto Biela und Robert Brosig übernommen, die bereits in Hollabrunn eine Ziegelei führten. Der in der betriebseigenen Lehmgrube gewonnene Rohstoff war Silt, ein äolisches Sediment aus dem Quartär, das hier in größerer Mächtigkeit vorkommt.
Während des Zweiten Weltkrieges wurde ein Teil des Grubengeländes als Reserve-Ölteich verwendet. Nach dem Krieg wurde dieses Öl von den sowjetischen Besatzern abgepumpt und waggonweise abtransportiert. Im Jahr 1962 produzierten die Nachfahren von Otto Biela mit 24 Beschäftigten insgesamt drei Millionen Stück Mauerziegel. 1976 wurde die Produktion aus altersbedingten und betriebstechnischen Gründen beendet und das Werk geschlossen. Das zuletzt verwendete Ziegelzeichen Z B Z steht für Ziegelei Biela Ziersdorf.

## Heutiger Zustand und Dokumentation
Auf dem ehemaligen Ziegelei-Areal, das weiterhin gewerblich genutzt wird, befinden sich noch heute das ehemalige Verwaltungsgebäude und Arbeiterwohnungen. Der Ringofen wurde abgetragen, und der ehemalige Ölteich, der jahrelang als Bauschuttdeponie diente, ist heute in den ersten beiden Dritteln zugeschüttet und im hinteren mit Vegetation überwuchert. Das gesamte Areal ist im Flächenwidmungsplan der Gemeinde als Altlasten-Verdachtsfläche ausgewiesen.
Der Standort des nicht mehr vorhandenen Ringofens wird mit alten Abbildungen in einem inzwischen von der Marktgemeinde Ziersdorf errichteten Ziegelmuseum in einem frei zugänglichen Stadl dokumentiert.

## Geologie und Paläontologie
Laut der Geologischen Karte der Republik Österreich M 1:50.000 weist die ehemalige Lehmgrube ein mehrteiliges Lössprofil auf, und es wurden in dieser Gegend Lössschnecken und Wirbeltiere aufgefunden.